# Chrysso shimenensis
Chrysso shimenensis là một loài nhện trong họ Theridiidae.
Loài này thuộc chi Chrysso. Chrysso shimenensis được miêu tả năm 2003 bởi Guo Tang, Chang-Min Yin & Peng.